# Tête des Faux
La tête des Faux est un sommet du massif des Vosges, situé dans le Haut-Rhin à la limite des communes d'Orbey, du Bonhomme et de Lapoutroie.
Sur la montagne, le champ de bataille de la Tête-des-Faux est monument historique.

## Géographie
Le sous-sol est constitué de granites d'anatexie précoces.
L'étang du Devin, situé sur le versant nord-est de la tête des Faux, est une tourbière formée à la suite de la fonte d'un glacier durant la glaciation de Würm. Découvert en 1442, le site a servi de pâturage au XVIIIe siècle, puis a été exploité au XIXe siècle pour répondre aux besoins industriels croissants en combustible.

## Histoire
En raison de sa position exposée et de la bonne vue qu'elle offre depuis son sommet, la montagne a revêtu une importance stratégique pendant la Première Guerre mondiale et a donc fait l'objet de combats. La ligne de front passait directement par le sommet ; aujourd'hui encore, on peut voir les restes d'installations militaires comme des positions de tir et des bunkers. Sur la roche du Corbeau, située un peu à l'est, se trouve l'ancienne station supérieure d'un téléphérique qui transportait du matériel de Lapoutroie au sommet. À l'ouest du sommet se trouve le cimetière militaire français « Cimetière Duchesne ». Le cimetière militaire allemand situé plus à l'est a été désaffecté et les ossements ont été transférés au collet du Linge.
Les restes des installations militaires dans la zone du sommet et à la roche du Corbeau ainsi que la station supérieure du téléphérique sont classés monument historique depuis 1932.

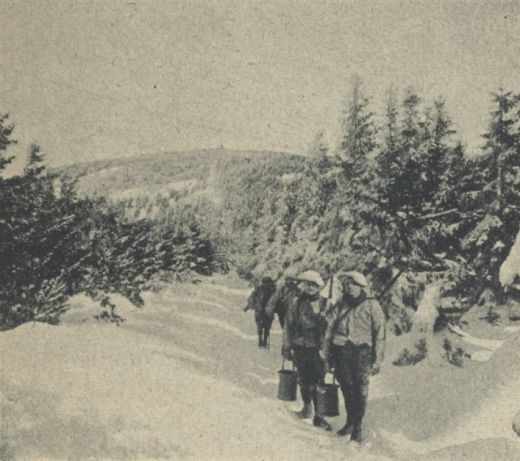
Ravitaillement du 30e bataillon de chasseurs à pied à la tête des Faux en décembre 1914.
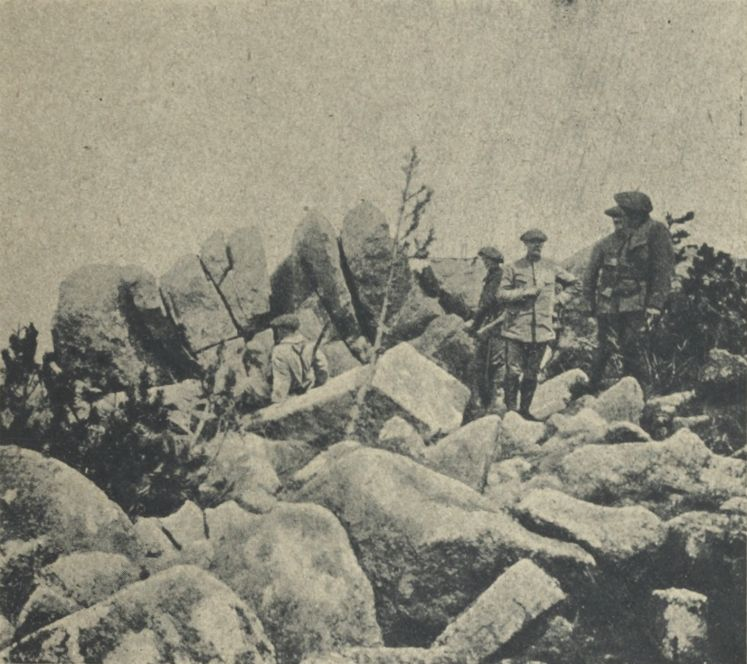
Le 30e bataillon de chasseurs à pied en 1914.
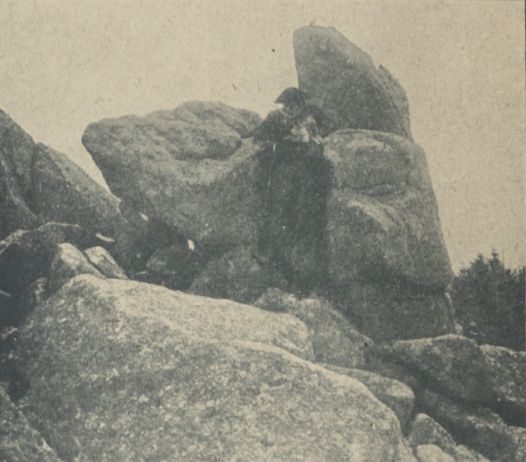
Un chasseur au rocher du Sphinx.
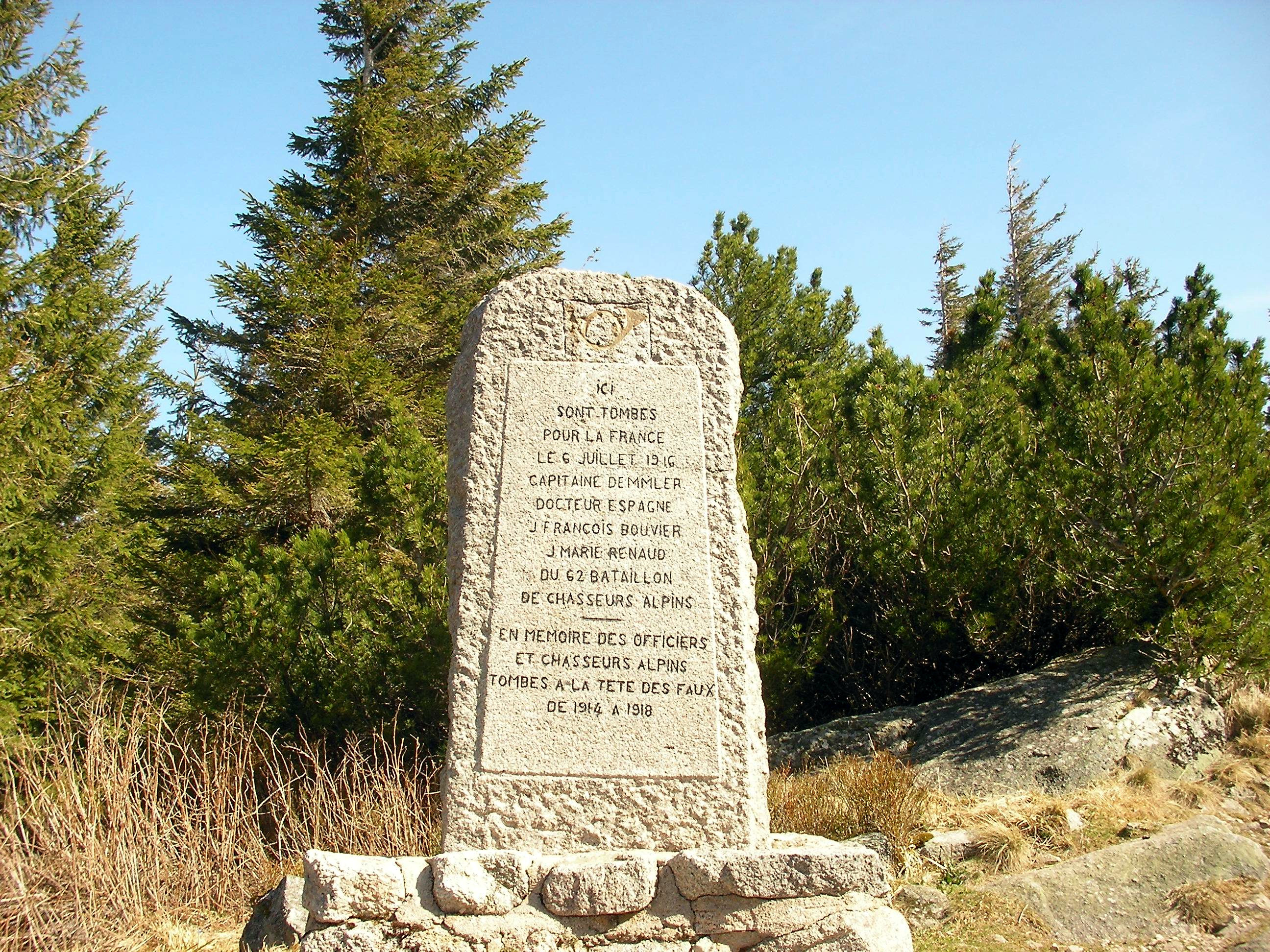
Monument aux chasseurs tombés lors de la Grande Guerre.

## Activités
Le sentier de grande randonnée 5 passe par le sommet. Le massif est accessible par des sentiers de randonnée balisés, des pistes de VTT et, en hiver, par des pistes de ski de fond tracées. Depuis Le Bonhomme, l'ascension dure environ deux heures, avec un peu plus de 500 mètres de dénivelé.